# Гомберг (Кузель)
Гомберг (нім. Homberg) — громада в Німеччині, розташована в землі Рейнланд-Пфальц. Входить до складу району Кузель. Складова частина об'єднання громад Лаутереккен-Вольфштайн.
Площа — 10,89 км2. Населення становить 194 ос. (станом на 31 грудня 2020).